# Gitanas Nausėda
Gitanas Nausėda, né le 19 juin 1964 à Klaipėda, est un économiste et homme d'État lituanien, président de la république de Lituanie depuis le 12 juillet 2019.
Économiste de carrière, il est élu président de la république de Lituanie en tant que candidat indépendant à l'issue du second tour de l'élection présidentielle de 2019, qu'il remporte face à Ingrida Šimonytė. Il est largement réélu en 2024 contre cette dernière.

## Biographie

### Études
Gitanas Nausėda étudie à la faculté d'économie industrielle de l'université de Vilnius de 1982 à 1987 avant d'intégrer la faculté des sciences économiques jusqu'en 1989.
Il enseigne à l'université de Mannheim, en Allemagne, de 1990 à 1992, dans le cadre d'une bourse du DAAD avant de soutenir sa thèse de doctorat en 1993 portant sur « la politique des revenus sous inflation et stagflation ».
Depuis 2010, il est conférencier à la Vilnius University Business School.

### Vie professionnelle
Gitanas Nausėda commence sa carrière professionnelle en travaillant un an, entre 1992 et 1993, pour l’Institut de recherche sur l’économie et la privatisation. Il rejoint ensuite le Conseil de la concurrence lituanien et prend la tête du département des marchés financiers pendant un an.
En 1994, il intègre la Banque de Lituanie au sein du département de la réglementation des banques commerciales avant de rejoindre le département de la politique monétaire jusqu'en 2000. Par la suite, de 2000 à 2008, il est nommé économiste en chef et conseiller du président de la banque AB Vilniaus Bankas avant de rejoindre, de 2008 jusqu'en 2018, la SEB Bankas en qualité d'analyste financier puis économiste en chef.

### Carrière politique
En 2004, Gitanas Nausėda soutient la campagne électorale de l'ancien président lituanien Valdas Adamkus.
Le 17 septembre 2018, il annonce sa candidature à l'élection présidentielle lituanienne de 2019. Il est élu au second tour le 26 mai en obtenant 66,53 % des voix face à Ingrida Šimonytė.
En mars 2024, une commission d'enquête spéciale du Seimas accuse Gitanas Nausėda d'avoir reçu un soutien illégal du chef du département de sécurité de l'État, Darius Jauniškis, et d'avoir recruté des membres des services de sécurité biélorusses et russes pour sa campagne.
Il est candidat à un second mandat de président lors de l'élection présidentielle de 2024 qu'il remporte au deuxième tour avec une très large majorité (75% des voix) toujours contre Šimonytė.

### Vie privée
Marié depuis 1990 avec Diana Nepaitė, il est père de deux filles.
En plus du lituanien, il maîtrise l'anglais, l'allemand et le russe.